# Rygge Station
Rygge Station (Rygge stasjon) er en norsk jernbanestation på Østfoldbanen (vestre linje) i Rygge. Stationen består af to spor med hver sin sideliggende perron med læskure og en stationsbygning. Stationen ligger 24,4 m.o.h., 69,28 km fra Oslo S. Den betjenes af NSB's regionaltog mellem Oslo og Halden/Göteborg. Desuden går der bus til Moss Lufthavn.
Stationen åbnede sammen med Østfoldbanen 2. januar 1879. Den blev fjernstyret 17. december 1973 og gjort ubemandet 4. august 1980. Den blev ombygget i 2000. Stationsbygningen blev opført i træ i 1879 efter tegninger af Peter Andreas Blix og med samme konstruktion som Råde Station.